# Спутник (хоккейный клуб, Альметьевск)
Эта статья о существующем хоккейном клубе. О хоккейном клубе, назвавшемся «Спутник» (Альметьевск) в 1965—1986 годах см. Нефтяник (хоккейный клуб, Альметьевск).
«Спутник» — команда по хоккею с шайбой из Альметьевска, играющая в Чемпионате МХЛ. Является фарм-клубом команды «Нефтяник» Альметьевск (из ВХЛ), который также в 1965—1986 годах назывался «Спутник».

## История
В 2011 году «Нефтяник-2» переименован в «Спутник». В сезоне 2011-12 года команда заявлена во вновь созданную Российскую хоккейную лигу (дивизион «Запад»). По итогам регулярного сезона команда заняла в дивизионе «Запад» 13-е место.
27 июля 2012 года «Спутник» был принят в состав участников Первенства МХЛ.

## Арена
Домашняя арена − Дворец спорта «Юбилейный». Вмещает 2 050 человек.

## Участники Кубка Вызова МХЛ
- 2017 — Александр Логинов З
- 2018 — Михаил Шабанов Н
- 2019 — Адель Минегалиев В
- 2020 — Артём Онишко З
- 2022 — Ралиф Кашапов З